# Broutona
Broutona (en rus: Броутона; en japonès: 武魯頓島; Buroton-tō) és una illa volcànica deshabitada situada a les illes Kurils, al mar d'Okhotsk, al nord-oest de l'oceà Pacífic. El seu nom deriva de William Robert Broughton, un capità de vaixell britànic que va cartografiar moltes de les illes Kurils durant els seus viatges per la zona durant el segle XVIII. El seu nom original ainu era Makanruru, que es tradueix aproximadament a "illa en un fort corrent".

## Geologia
Té forma circular, amb una superfície de 7,32 km2. Es troba aproximadament a 17 quilòmetres al nord-oest de les illes bessones de Txórnie Bratia.
L'illa consta d'un estratovolcà latent o extingit, que s'eleva fins als 801 msnm, que no ha entrat en erupció en temps històrics. L'illa té importants penya-segats escarpats, que poden arribar fins als 275 metres i no hi ha platges de sorra, cosa que en dificulta desembarcar-hi, fins i tot en temps tranquil. Aquests penya-segats són fàcilment erosionats pel mar.

## Fauna
A la primavera i l'estiu nien a l'illa els fulmars boreals i els Oceanodroma furcata.